# Roztoky (district de Prague-Ouest)
Pour les articles homonymes, voir Roztoky.
Roztoky (prononcé en tchèque : [ˈrostokɪ] ; en allemand : Rostok, précédemment Rostock) est une ville du district de Prague-Ouest, dans la région de Bohême-Centrale, en République tchèque. Sa population s'élevait à 9 034 habitants en 2024.

## Géographie
Roztoky se trouve sur la rive gauche de la Vltava, à 10 km au nord-nord-est du centre de Prague.
La commune est limitée par Husinec au nord, par Klecany et Zdiby à l'est, par Prague au sud, et par Únětice et Úholičky à l'ouest.

## Histoire
La première mention écrite de la localité date de 1233.

## Personnalités
- Lubomir Benes (en), animateur, réalisateur, auteur
- František Août Brauner, avocat et homme politique
- Zdenka Braunerova (en), peintre et graphiste
- Joe Hloucha, explorateur et écrivain
- Albín Braf, homme politique, économiste, journaliste, professeur
- Čeněk Ryzner, médecin, archéologue et explorateur
- Emil Utitz (1883-1956), philosophe et psychologue